# Aethomys chrysophilus
Aethomys chrysophilus  (de Winton, 1896) è un roditore della famiglia dei Muridi diffuso nell'Africa centro-meridionale.

## Descrizione

### Dimensioni
Roditore di medie dimensioni, con la lunghezza della testa e del corpo tra 120 e 169 mm, la lunghezza della coda tra 135 e 190 mm, la lunghezza del piede tra 28 e 35 mm, la lunghezza delle orecchie tra 15 e 27 mm e un peso fino a 112 g.

### Aspetto
La pelliccia è liscia e setosa. Le parti superiori sono bruno-rossicce, cosparse densamente di peli nero-brunastri. Le guance, i fianchi e le cosce sono grigio chiaro; le parti inferiori e le zampe sono biancastre. Le orecchie sono cosparse di pochi peli rossastri. La coda è più lunga della testa e del corpo, ricoperta di peli che diventano gradualmente più lunghi verso l'estremità, marrone sopra e biancastra sotto e brunastra nella parte terminale. Ci sono 10-12 anelli di scaglie per centimetro. Il cariotipo è 2n=50 FN=60.

## Biologia

### Comportamento
È una specie terricola e notturna. Forma piccoli gruppi all'interno di termitai e tra gli ammassi rocciosi.

### Alimentazione
Si nutre principalmente di parti vegetali, frutta caduta, semi, foglie e radici.

### Riproduzione
Le femmine danno alla luce 2-7 piccoli per volta dopo una gestazione di 21-23 giorni. Si riproduce in ogni periodo dell'anno.

## Distribuzione e habitat
Questa specie è diffusa nell'Africa orientale e meridionale.
Vive nelle savane. Talvolta è presente in colture e foreste secondarie.

## Tassonomia
Sono state riconosciute 2 sottospecie:
- A.c.chrysophilus: Kenya centrale e sud-orientale, Tanzania, Zambia centrale e orientale, Malawi, Mozambico, Zimbabwe orientale;
- A.c.imago (Roberts, 1946): Zimbabwe occidentale, Botswana settentrionale e centrale, Namibia settentrionale, Angola centro-meridionale, Provincia sudafricana del Nordovest.

## Conservazione
La IUCN Red List, considerato il vasto areale e la popolazione numerosa, classifica A.chrysophilus come specie a rischio minimo (Least Concern).